# Skärgårdsbåtens dag
Skärgårdsbåtens dag är en folkfest i Stockholms skärgård, som har arrangerats årligen i juni av Skärgårdens Trafikantförening sedan 1964. Åren 2020 och 2021 var det ett uppehåll på grund av Covid-19-pandemin, men i juni 2022 återupptogs traditionen.
Ett halvt dussin ångbåtar och andra skärgårdsfartyg avgår vid 18-tiden från Strömkajen i Stockholm, efter traditionsenlig signal i ångvisslorna. Fartygen gör en gemensam färd till Vaxholm. I Vaxholm arrangeras en hamnfest med skärgårdsmarknad. Senare på kvällen går fartygen tillbaka till Stockholm.

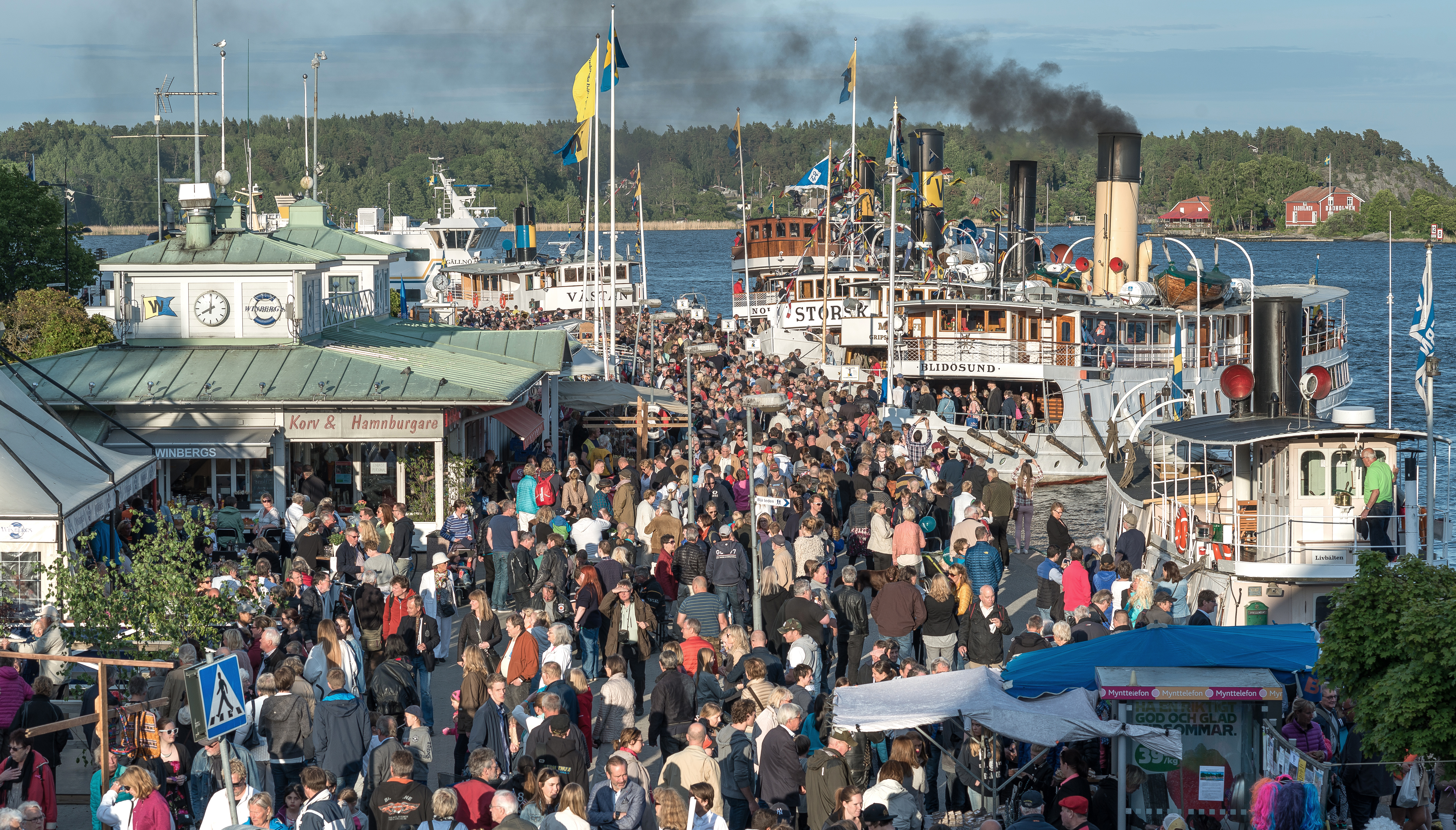
Skärgårdsbåtens dag 2015 i Vaxholm.